# Niagara Engine House

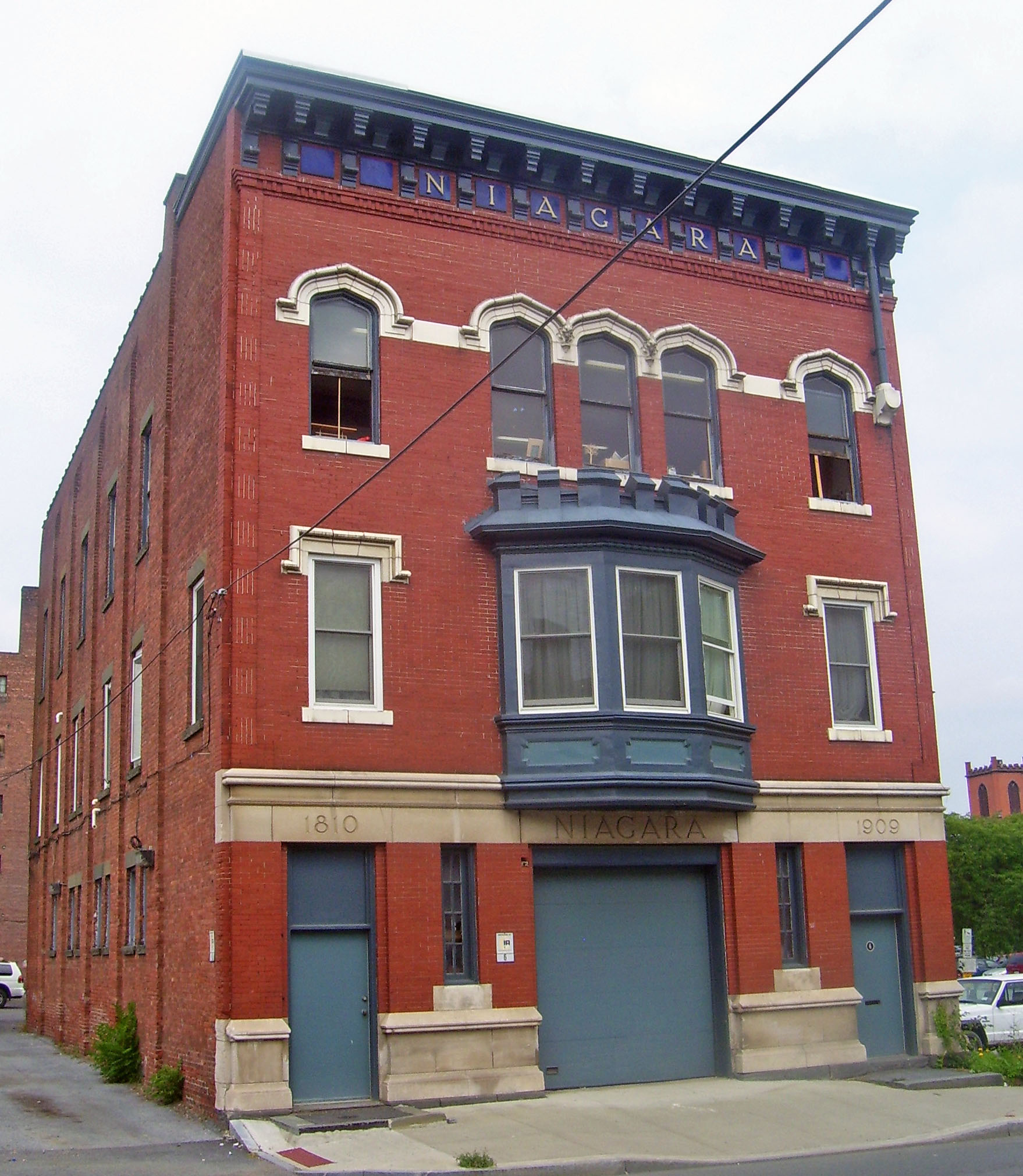
Frontseite und Südseite (2008)

Das Niagara Engine House ist eine frühere Feuerwache an der North Hamilton Street im Zentrum von Poughkeepsie, New York in den Vereinigten Staaten. Das Backsteingebäude wurde zu Beginn des 20. Jahrhunderts erbaut und ist die einzige verbliebene Feuerwache der einst sechs Feuerwehren in der Stadt. Es wurde von dem ortsansässigen Architekten Percival M. Lloyd erbaut, der es in einer später Anwendung neugotischer Architektur gestaltete. Es wurde 1982 mit zwei weiteren Feuerwachen in Poughkeepsie in das National Register of Historic Places eingetragen.

## Gebäude
Die Feuerwache ist ein dreistöckiges Backsteingebäude mit drei auf fünf Jochen. Die Frontfassade blickt nach Osten. Unterhalb des Flachdaches befindet sich ein vorragendes Gesims mit einem Fries aus Backstein, an dem blaue Quadrate angebracht sind, die in einzelnen Buchstaben die Inschrift „NIAGARA“ tragen. Der Fries wird durch größere Ausleger getragen, die sich mit kleineren abwechseln.
Die Fensterreihen sind unterschiedlich. Im zweiten Obergeschoss handelt es sich um Bogenfenster, das mittlere Fenster ragt heraus und ist mit oben mit Zinnen und diamantförmigen Oberlichtern ergänzt. Über dem Erdgeschoss befindet sich ein ausgeformtes Steingesims mit der Inschrift „1810 NIAGARA 1909“.
Pilaster aus Backsteinen rahmen das Haupttor der Garage. Im Innern sind noch der geflieste Fußboden, die Rutschstange aus Messing und der Fußbodenbelag erhalten.

## Geschichte
Die Feuerwehr, die sich schließlich zur Niagara Engine entwickelte, wurde 1810 gegründet, worauf auch die Fassadeninschrift hindeutet; sie erhielt aber erst 1847 diesen Namen. Mindestens sechs verschiedene Feuerwehren bestanden im Laufe der Stadtgeschichte, die Niagara ist die einzige, von der noch ein Gebäude vorhanden ist.
Der ortsansässige Architekt Percival M. Lloyd, der zuvor das eklektische Gebäude der Lady Washington Hose Company in der Academy Street etwas weiter südlich projektierte, wurde 1909 angeheuert, um das Gebäude der Niagara Engine zu planen. Sein Gebäude vereint verschiedene Elemente der späten neugotischen Architektur, wie sie in den Vereinigten Staaten bei zahlreichen öffentlichen Bauten zu Beginn des 20. Jahrhunderts angewendet wurden… das herausragende mittlere Joch, die Dachzinnen, steinerne Fensterstürze, geformter Traufe und Bögen, das Gesims zwischen den beiden unteren Geschossen und ein vorgetäuschtes Kellergeschoss.
Nachdem die Feuerwehr das Gebäude verlassen hat, ist ein privater Betreiber von Ambulanzfahrzeugen eingezogen, der die Merkmale des Gebäudes intakt ließ.